# هاجازمی تپه سی
هاجازمی تپه سی مربوط به عصر آهن است و در شهرستان مشگین‌شهر، بخش مرکزی، دهستان مشکین غربی، روستای مزرعه خلف واقع شده و این اثر در تاریخ ۱۲ شهریور ۱۳۸۶ با شمارهٔ ثبت ۱۹۴۴۵ به‌عنوان یکی از آثار ملی ایران به ثبت رسیده است.